# Saline County (Arkansas)
Saline County is een county in de Amerikaanse staat Arkansas.
De county heeft een landoppervlakte van 1.874 km² en telt 83.529 inwoners (volkstelling 2000). De hoofdplaats is Benton.

## Bevolkingsontwikkeling

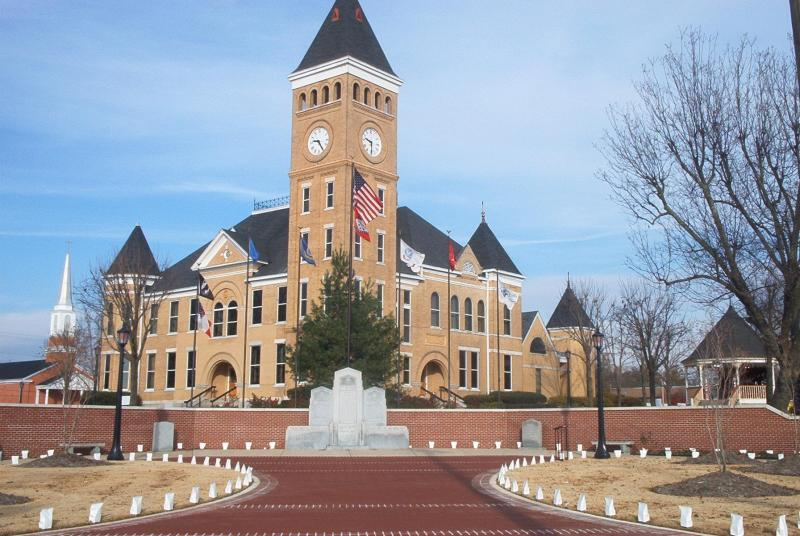
Saline County Courthouse